# Битва под Севском
Битва под Севском — военные действия 3—6 июня 1668 года под Севском, в ходе которых русское войско под командованием боярина Григория Куракина разгромило крымско-ногайское войско хана Адиль Гирея и левобережных казаков гетмана Ивана Брюховецкого.

## Ход событий
Поход 10-тысячного войска крымского хана и небольшого отряда казаков (500 человек) под Севск произошёл на фоне Левобережного восстания, вспыхнувшего против царской власти в январе 1668 года. Чтобы противостоять Москве, казаки обратились за помощью к крымскому хану, которому они собирались присягнуть как сюзерену по образцу правобережных казаков гетмана Петра Дорошенко. Адиль Гирей послал им на помощь внушительное войско во главе с военачальником Муратша-мурзой.
Тем временем русская сторона как раз завершила развёртывание на севском направлении крупных военных соединений. Большой полк находился на пути крымско-казацкого вторжения и насчитывал примерно 23 тысячи человек. В него входили в том числе 9 рейтарских полков поместной конницы, два московских выборных полка и семь московских стрелецких приказов.
Несмотря на численное превосходство русского войска, нападение благодаря эффекту внезапности могло иметь успех. Однако Куракину удалось задержать татар высылкой им навстречу конных соединений. Выигранное время было использовано для построения основных сил русской армии перед новым валом Севска и перекрытия подходов к крепости. Были заняты боевые позиции и выставлены рогатки. В первой линии находились пехотные соединения, вторая линия состояла из конницы. Фланги были заняты кавалерией и спешенными драгунами.
Возможно в надежде на то, что отступающие после первой стычки русские конники расстроят ряды русской пехоты, Муратша-мурза повёл татар в массированную атаку, однако она была отбита огнём. Понеся серьёзные потери, татары и казаки отошли от Севска и двинулись вглубь русской территории. Однако Куракин организовал их преследование силами конных соединений. Татары и казаки были настигнуты на Свином шляху у реки Неруссы и полностью разбиты. Поражение под Севском стало одной из причин поражения всего Левобережного восстания.